# William Hamilton (1731-1803)
Pour les articles homonymes, voir Hamilton et William Hamilton.
William Douglas Hamilton (13 décembre 1730 – 6 avril 1803), est un aristocrate écossais, membre du Parlement britannique, qui fut également diplomate, collectionneur, antiquaire, archéologue et volcanologue.
Il est surtout connu pour avoir été l'ambassadeur de Grande-Bretagne au royaume de Naples de 1764 à 1800, ainsi qu'à travers son épouse, Emma Hamilton, maîtresse de l'amiral Nelson.

## Biographie

### Origines, formation et débuts
Quatrième fils de lord Archibald Hamilton, gouverneur de Jamaïque et de son épouse Jane Hamilton (favorite et peut-être maîtresse du prince de Galles), William Hamilton est le frère de lait du futur roi George III.
Après des études à la Westminster School, il rejoint l'armée en 1747, à 17 ans. Il sert avec son régiment aux Pays-Bas, est nommé lieutenant en 1753, et devient en 1757 aide-de-camp du général Henry Seymour Conway lors du raid sur Rochefort.
L'année suivante, après avoir épousé le 25 janvier 1758 une riche héritière galloise, Catherine Barlow (morte en 1782), il quitte l'armée. Ce mariage heureux restera cependant sans enfant.
Membre du parlement de Londres à partir de 1761, il apprend que la vacance prochaine du poste d'ambassadeur à Naples, jusqu'alors occupé par Sir James Gray, promu lui-même à Madrid. Hamilton fait savoir son intérêt pour le poste et est nommé en 1764. Il conservera ces fonctions jusqu'en 1800.

### Ambassadeur à Naples

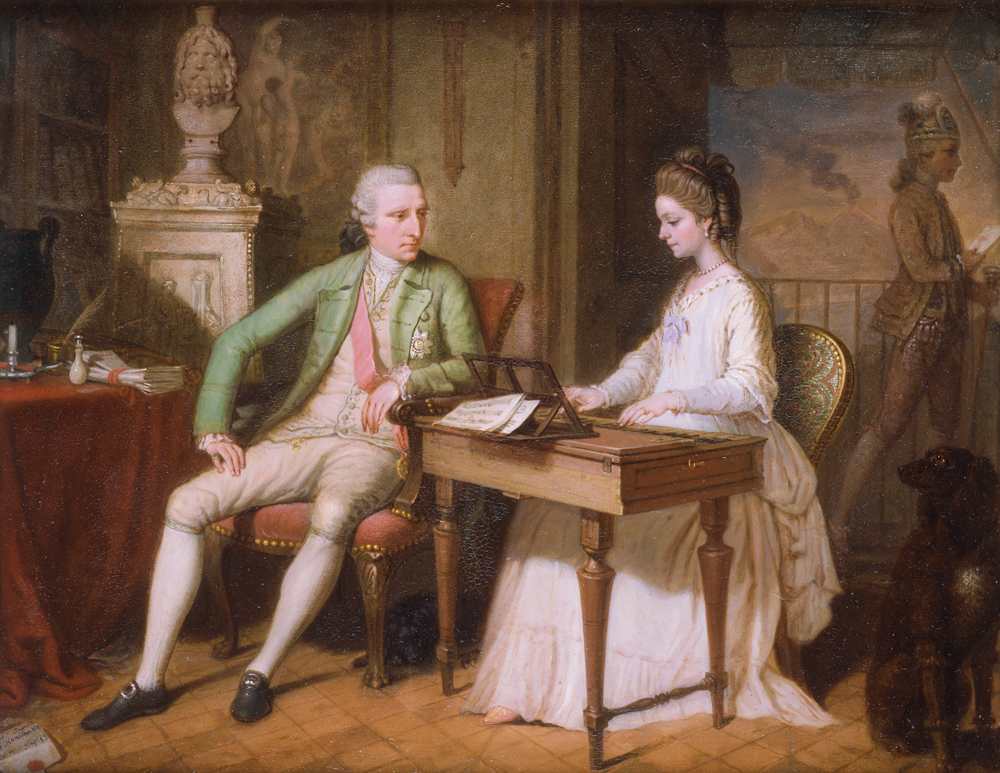
William et Catherine Hamilton, lors de leur séjour napolitain.

Nouvel ambassadeur à la cour du roi Ferdinand et de la reine Marie-Caroline, Hamilton a pour principale mission de promouvoir les intérêts commerciaux britanniques dans le royaume italien.

Ces activités officielles lui offrent tous loisirs de vivre sa passion pour les arts, la musique, les antiquités, ainsi que pour développer de nouveaux centres d'intérêts, comme la géologie. 

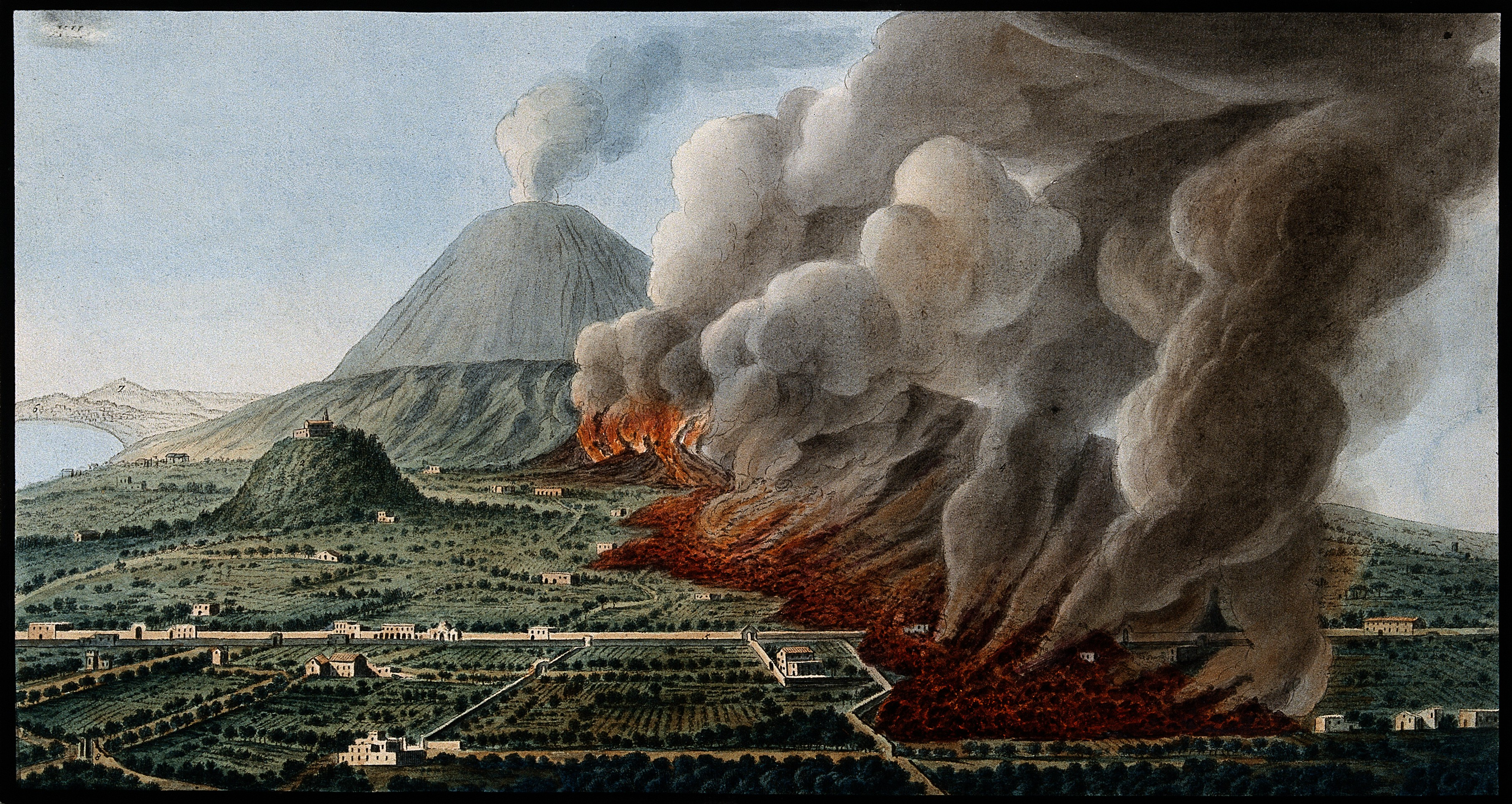
Illustration du livre Campi Phlegraei par Pietro Fabris.

Pendant sa mission, il étudie ainsi l'activité volcanique et les tremblements de terre. Il envoie des communications à la Royal Society de Londres et en particulier un compte-rendu de l'éruption du Vésuve de 1766. En 1770, la Royal Society lui attribue la médaille Copley pour son ouvrage Voyage au Mont Etna, et en 1776 il publie Campi Phlegraei : observations sur les volcans des Deux-Siciles, avec des illustrations de Pietro Fabris (en).
Dans le même temps, il écrit également un ouvrage consacré à l'ancienne cité romaine de Pompéi, collectionne les vases grecs et les antiquités, vendant une partie de sa collection au British Museum en 1772, qui s'en servira comme base de son département d'antiquités grecques et romaines. La seconde partie de sa collection sera en revanche perdue lors du naufrage du HMS Colossus.
En 1783, déjà veuf depuis un an, Hamilton effectue un séjour à Londres et dans ses domaines gallois et écossais, aux côtés de son neveu Charles Francis Greville. Il fait alors la connaissance de la maîtresse de ce dernier, Emma Hart. Esseulé lors de son retour à Naples, son neveu, qui cherche à se marier à une riche héritière, lui envoie Emma, qui débarque en Italie en 1786, tout juste âgée de 21 ans.

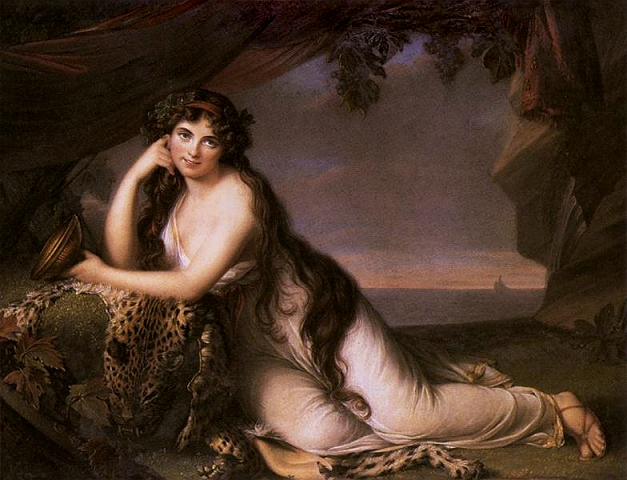
Lady Hamilton vers 1790, par Élisabeth Vigée Le Brun.

La jeune femme, dont les charmes envoûtent les nombreux hommes qui gravitent autour d'elle, exécute des danses pour Hamilton et ses invités, notamment Goethe, tout en ne portant aucun sous-vêtement. L'ambassadeur est séduit, cependant, il ne lui fait aucune avance jusqu'à ce qu'elle ait été prête à les accepter. Ils se marient le 6 septembre 1791 à St George's Hanover Square, à Londres. Il a 60 ans, elle en a 26.
Alors que jusque là, Naples avait été un poste diplomatique de peu d'envergure pour Hamilton, la révolution française et la déclaration de guerre de la France à la Grande-Bretagne précipitent les événements en Italie. Le rôle de Hamilton devient alors plus important, et il travaille de concert avec le favori de Ferdinand IV, son premier ministre d'origine anglaise John Acton. Dès 1793, les Hamilton rencontrent Horatio Nelson, qui vient à Naples chercher des renforts pour contrer les Français.
Après avoir vaincu la marine française à la bataille d'Aboukir, la flotte de Nelson arrive en baie de Naples et l'amiral auréolé de gloire est l'hôte du couple Hamilton à Naples. À 40 ans, Nelson est prématurément vieilli : il a perdu un œil, un bras et la plupart de ses dents. Lady Hamilton l'héberge et le nourrit dans la maison de son mari. Une liaison naît alors entre eux, sous l'œil bienveillant du mari, qui respecte et admire l'amiral, et n'hésite pas à encourager cette relation.
La même année, face à l'avancée des armées françaises dans la péninsule, la famille royale doit fuir Naples et se réfugier à Palerme : les Hamilton suivent le roi et la reine en Sicile, sous la protection de la flotte britannique. En 1799, Naples est reprise aux Français et une répression sanglante s'exerce contre les partisans de l'éphémère République parthénopéenne. Le roi, la reine, Nelson et les Hamilton demeurent un temps à Palerme, mais l'ambassadeur aspire à rentrer en Grande-Bretagne. Au début de l'année 1800, Arthur Paget est envoyé comme nouvel ambassadeur : les Hamilton et Nelson peuvent rentrer en Angleterre. Le ménage à trois des Hamilton et de l'amiral va causer scandale à Londres : en 1801, Emma donne naissance à Horatia Nelson, une enfant que William Hamilton fait son possible pour ignorer, désignant son neveu, Greville, comme unique héritier.
Il meurt quelques années plus tard, le 6 avril 1803, dans sa maison de Piccadilly, à Londres.

## Œuvres
- D'Ancarville (notices), Antiquités étrusques, grecques et romaines, gravures d'Antoine Cardon, Naples, 4 tomes bilingues français-anglais, 1766-1767 ;
- Observations on Mount Vesuvius, Mount Etna, and Other Volcano's in a series of letters addressed to the Royal Society from the Honorable Sir William Hamilton, 1772 ;
- Campi Phlegraei : Observations sur les volcans des Deux Siciles publié en français et anglais chez Pierre Fabris, Naples 1776 — illustré de 54 planches enluminées par Pietro Fabris, réédité par Gallimard découverte 1992  (ISBN 2-07056662-5) suivant le manuscrit de la BNF avec les textes de Carlo Knight traduit de l'italien sous le titre Les Fureurs du Vésuve ou l'autre passion de Lord Hamilton.
- Supplément aux Campi Phlegraei, P. Fabris éditeur, Naples, 1779.